# 羅斯維爾 (密西根州)
羅斯維爾（英語：Roseville）是美國密西根州馬科姆縣的一座城市，面積25.55平方公里，是底特律大都會區的一部分。2020年美國人口普查羅斯維爾共有47,710人。

## 外部來源
- 官方网站
- Roseville Public Library （页面存档备份，存于）